# Mono (razvojno okolje)
Mono je prosto odprtokodni projekt izdelave orodij kompatibilnih z ogrodjem .NET, skladnih z ustreznim standardom ECMA. Okolje med drugim vključuje prevajalnik za programski jezik C# in izvajalsko okolje Common Language Runtime.
Razvojno okolje Mono omogoča poganjanje aplikacij temelječih na ogrodju .NET na različnih platformah, hkrati pa zagotoviti boljša razvojna okolja na sistemu Linux. Mono deluje na številnih sistemih vključno z Androidom, večini distribucij Linuxa, BSD, OS X, Windows, Solarisu in na nekaterih igralnih konzolah (PlayStation 3, Wii, Xbox 360).

## MonoDevelop
Monodevelop je integrirano razvojno okoljje za razvoj programov na platformah Linux, OS X in Windows. Glavni poudarek je na razvoju projektov, ki uporabljajo Mono in .NET. MonoDevelop združuje lastnosti, podobne kot pri NetBeans in Visual Studio, na primer avtomatsko zaključevanje kode, upravljanje z izvorno kodo, grafični uporabniški vmesnik in dizajner za spletne rešitve. Vključuje tudi Stetic, GUI designer za Gtk#. Od programskih jezikov podpira C#, CIL, C, C++, D, F#,  Visual Basic .NET, Java, Oxygene in Vala.